# 茲霍拉尼

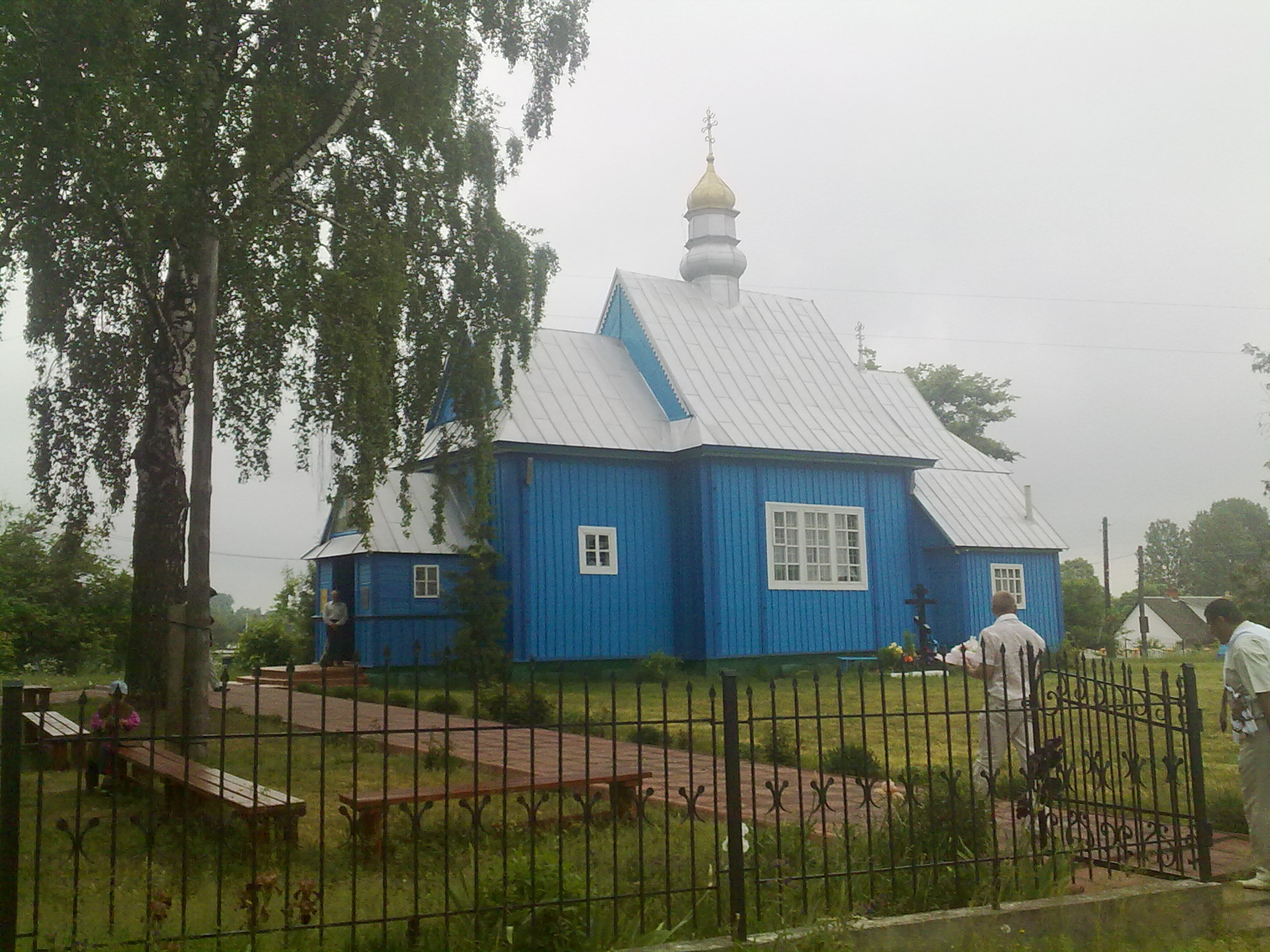

茲霍拉尼（羅馬化：Zghorany）是烏克蘭的村落，位於該國西部沃倫州，由科韋利區負責管轄，始建於十七世紀，面積3平方公里，海拔高度172米，2001年人口1,381，人口密度每平方公里460.33人。
51°21′38″N 23°58′34″E / 51.36056°N 23.97611°E